# Turismo in Antartide

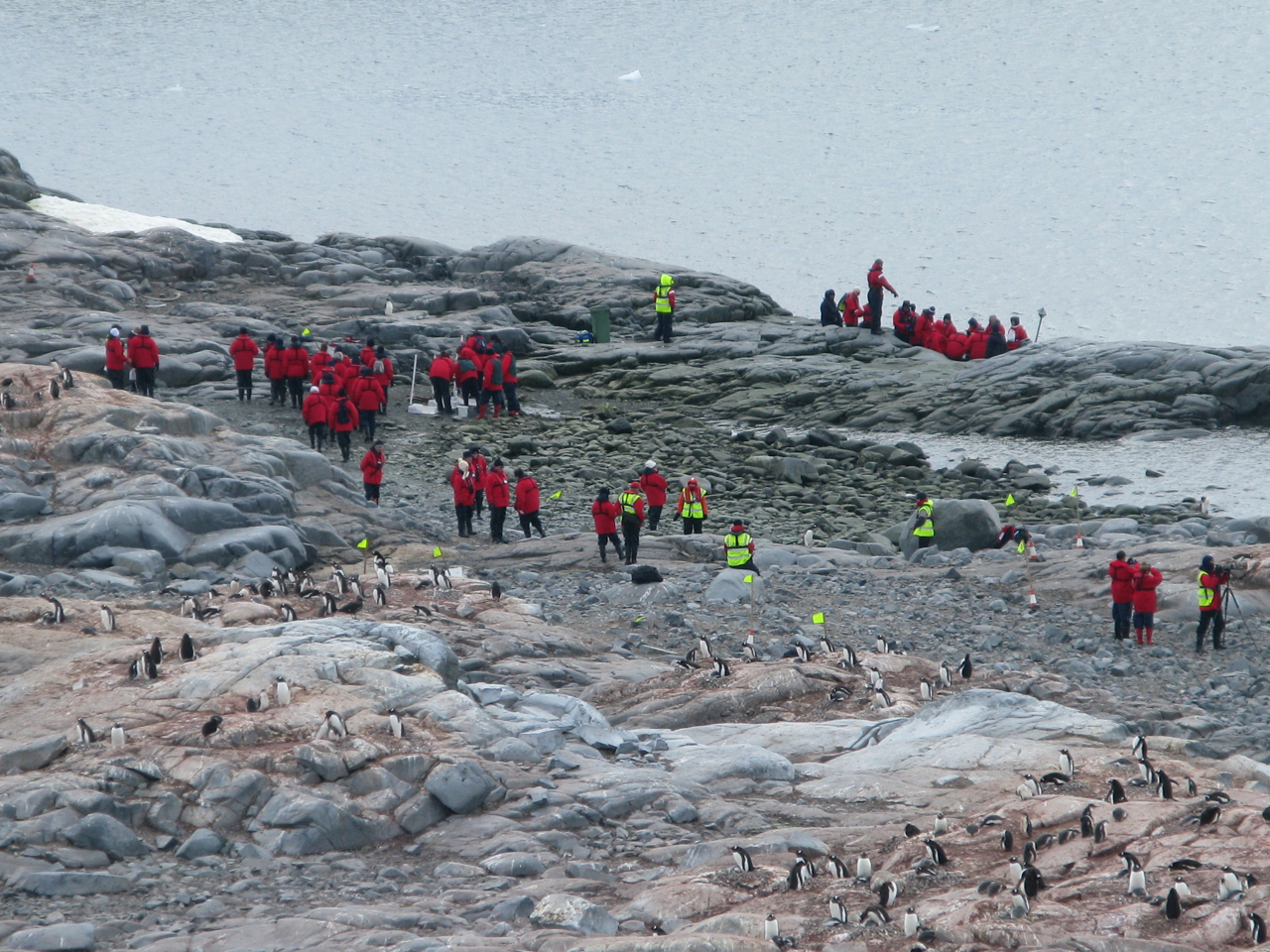
Turisti sull'isola di Cuverville, 2009.

Il turismo in Antartide esiste dal 1957 ed è regolato dall'Associazione Internazionale dei Tour Operator Antartici (IAATO). I viaggi vengono effettuati principalmente su navi da crociera in partenza da Punta Arenas, Ushuaia e Port Stanley verso tutte le zone costiere delle Isole Shetland Meridionali e della Penisola Antartica, ma sono effettuati anche con voli aerei.

## Accesso al continente
L'accesso all'Antartide è regolato dal Trattato sull'Antartide e, per estensione, dal Protocollo di Madrid del 1991. Le compagnie turistiche che operano in Antartide sono perciò obbligate a ottenere dei permessi per raggiungere il continente. Siccome nessun paese possiede l'Antartide, gli stati firmatari del Trattato Antartico non rilasciano visti di viaggio, ma permessi.

## Storia
Costruita nel 1969 e appositamente progettata per la navigazione nelle acque polari, la nave da crociera Explorer affondò, senza fatalità, dopo aver urtato un iceberg il 23 novembre 2007 nello stretto di Bransfield. Fu la prima nave da crociera ad affondare nelle acque dell'Oceano Antartico.
Dal 2011, l’uso e il trasporto di olio combustibile pesante attorno all’Antartide è vietato dall’Organizzazione marittima internazionale (IMO). Di conseguenza, alcune compagnie di navigazione come Holland America Line, Princess Cruises, Celebrity Cruises, Regent Seven Seas Cruises e Crystal, che possiedono navi di grandi dimensioni, non offrono più crociere in Antartide.
Allo stesso tempo, gli sbarchi dei passeggeri vengono limitati a 100 persone per una durata massima di tre ore.

## Statistiche
Nel 1990, il continente ha accolto 3 000 turisti. Nella stagione 2009-2010 il numero dei turisti è stato di 36 875, di cui il 32,4% dagli Stati Uniti, il 14,1% della Germania e il 10,3% del Regno Unito, accompagnati da 20086 membri dell'equipaggio e supervisionato da 2455 ufficiali (capitani, piloti, ecc.).  Nel 2014, il numero ha raggiunto i 37000 turisti in un anno.  Durante l’ultima stagione turistica prima del Covid-19, 74.000 visitatori si sono recati nel continente antartico.